# Fröskog
Fröskog is een plaats in de gemeente Åmål in het landschap Dalsland en de provincie Västra Götalands län in Zweden. De plaats heeft 74 inwoners (2005) en een oppervlakte van 20 hectare. Fröskög ligt aan de noordoever van het meer Ärr en wordt voor de rest omringd door zowel landbouwgrond als bos. In de plaats staat de kerk Fröskogs kyrka, deze kerk is gemaakt van hout en stamt uit 1730. De stad Åmål ligt zo'n twintig kilometer ten noordoosten van het dorp.